# Yi Liqin
Yi Liqin (25 de octubre de 1993) es una deportista china que compitió en remo. Ganó dos medallas de bronce en el Campeonato Mundial de Remo, en los años 2014 y 2015.

## Palmarés internacional
| Campeonato Mundial | Campeonato Mundial       | Campeonato Mundial | Campeonato Mundial |
| Año                | Lugar                    | Medalla            | Prueba             |
| ------------------ | ------------------------ | ------------------ | ------------------ |
| 2014               | Ámsterdam (Países Bajos) | Medalla de bronce  | Ocho con timonel   |
| 2015               | Aiguebelette (Francia)   | Medalla de bronce  | Cuatro sin timonel |